# Kurt Grossmann
Kurt Richard Grossmann, auch Kurt Richard Großmann (* 21. Mai 1897 in Berlin; † 2. März 1972 in Saint Petersburg, Florida) war ein ursprünglich deutscher, später amerikanischer Journalist und Publizist, der überwiegend in deutscher Sprache schrieb.

## Leben

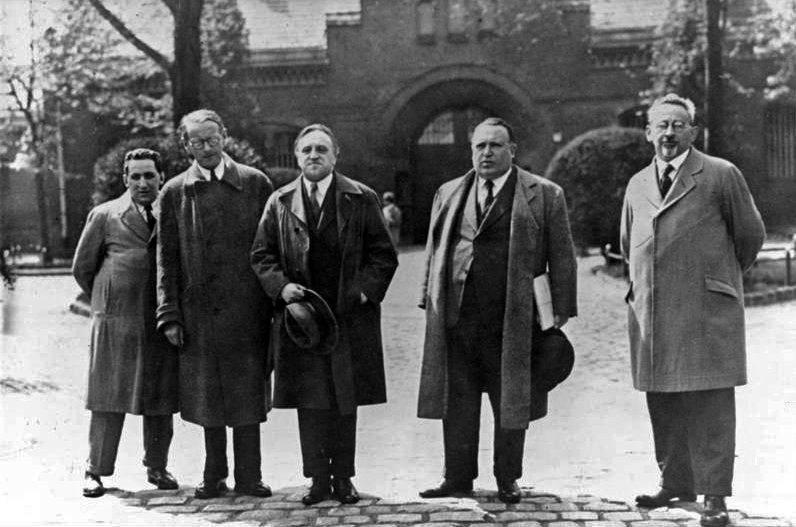
Kurt Grossmann (ganz links) zusammen mit Rudolf Olden, Carl von Ossietzky, Alfred Apfel und Kurt Rosenfeld am 10. Mai 1932 vor der Strafanstalt in Berlin-Tegel anlässlich Ossietzkys Strafantritt.

Kurt Grossmann war von 1926 bis 1933 Generalsekretär der Deutschen Liga für Menschenrechte und ein engagierter Gegner des aufkommenden Nationalsozialismus. Am 28. Februar 1933 floh er vor dem nationalsozialistischen Regime nach Prag, dann nach Paris und schließlich in die USA. Grossmann gehörte zu den 33 Deutschen, die durch die Erste Ausbürgerungsliste des Deutschen Reichs von 1933 ihre deutsche Staatsangehörigkeit verloren. Nach dem Zweiten Weltkrieg nahm er die Staatsbürgerschaft der Vereinigten Staaten an.
Grossmann war ein begnadeter Organisator. Er war leitender Mitarbeiter von Flüchtlingshilfeorganisationen und verhalf vielen Emigranten in Prag, später in Paris und in den USA zur Flucht und sorgte auch für materielle Unterstützung, obwohl er selbst häufig in ärmlichen Verhältnissen lebte. Nach dem Krieg war er Mitarbeiter des Jüdischen Weltkongress WJC, später der Jewish Agency und dann der Jewish Claims Conference. Daneben publizierte er – wie auch schon vor und während des Zweiten Weltkriegs – in nahezu allen Emigrantenzeitungen, so auch dem Aufbau, der Neuen Weltbühne, dem Neuen Vorwärts, dem Pariser Tageblatt, dem Neuen Tage-Buch und anderen.
Nach dem Krieg war Grossmann kurzzeitig US-Korrespondent des sozialdemokratischen Vorwärts und schrieb für alle bedeutenden linksliberalen Zeitungen Deutschlands und für die Berner Tagwacht sowie für Jedioth Chadashoth. Grossmann veröffentlichte etwa 8500 Zeitschriftenaufsätze und zahlreiche Bücher. Sein bekanntestes Werk ist das 1957 erschienene Buch Die unbesungenen Helden, das Widerstandshandlungen einzelner Deutscher gegen nationalsozialistische Verfolgungsmaßnahmen schildert. Er schuf damit die Grundlage einer Gedenkinitiative des Berliner Innensenators Joachim Lipschitz, die 1960 erstmals die antifaschistischen Aktivitäten weithin unbekannter Bürger ehrte. 1972 war Kurt Grossmann Kandidat der Carl-von-Ossietzky-Medaille der Internationalen Liga für Menschenrechte, konnte sie aber wegen seines Todes nicht mehr entgegennehmen.
Der Nachlass Grossmanns wird in den Hoover Institution Archives der Stanford University aufbewahrt.

## Schriften (Auswahl)
- Ossietzky: Ein deutscher Patriot. Kindler, München 1963. Mit einer Bibliographie Ossietzkys. Albert-Schweitzer-Buchpreis[3]
- Die Emigration – Die Geschichte der Hitlerflüchtlinge 1933-1945. EVA, Frankfurt am Main 1969
- Die Ehrenschuld. Kurzgeschichte d. Wiedergutmachung. Ullstein, Frankfurt 1967
- Die unbesungenen Helden; Menschen in Deutschlands dunklen Tagen. Arani Verlag, Berlin 1957; TB-Ausgabe nach der 2. Aufl. 1961 Ullstein, Frankfurt/M. 1984, ISBN 3-548-33040-1.
- The Jewish refugee. Zusammen mit Arieh Tartakower. Institute of Jewish Affairs of the American Jewish Congress and World Jewish Congress, New York 1944
- Peace and the German problem. New Europe, New York 1943. Reihentitel: World reconstruction pamphlet series, 3
- Fünf Jahre! Flucht, Not und Rettung. Hrsg. und Verlag Demokratische Flüchtlingsfürsorge, Prag 1938 (Anonym erschienen)
- Carl von Ossietzky (unter dem Pseudonym „Felix Burger“ gemeinsam mit Kurt D. Singer). Europa Verlag, Zürich 1937
- Menschen auf der Flucht. Drei Jahre Fürsorgearbeit für die deutschen Flüchtlinge. Hrsg. und Verlag Demokratische Flüchtlingsfürsorge, Prag 1936 (Anonym erschienen)
- Der gelbe Fleck: ein Bericht vom Frühjahr 1933. Unter dem Pseudonym Hermann Walter. Verlag Tschechische Liga gegen den Antisemitismus, Prag 1933
- Juden in brauner Hölle: Augenzeugen berichten aus SA-Kasernen und Konzentrationslagern. Unter dem Pseudonym Felix Burger, Umschlag John Heartfield. Verlag Die Abwehr, Prag 1933
- 13 Jahre „republikanische“ Justiz. Voco-Verlag, Berlin 1932. Reihentitel: Republikanische Bibliothek, 1